# Србија и Црна Гора на параолимпијским играма
Србија и Црна Гора се под овим именом такмичила само на Параолимпијским играма 2004. године у Атини. Такмичари из Србије и Црне горе су се 1992. године такмичили као Независни учесници. Од 1996. до 2000. године такмичили су се као СР Југославија. Међународни параолимпијски комитет наводи Југославију до 2000. године, а Србију и Црну Гору само 2004. године. Од 2006. године, након што су се Србија и Црна Гора раздвојиле, такмичиле су се засебно као Србија и Црна Гора.
Србија и Црна Гора освојила је двије бронзане медаље током свог учешћа на Летњим параолимпијским играма 2004. године. Ипак, српски и црногорски спортисти су освојили двије златне и двије сребрне медаље 1996. године када су се такмичили као Југославија, а четири златне, три сребрне и једну бронзану медаљу 1992. године као независни учесници.
Србија и Црна Гора се није такмичила на Зимским параолимпијским играма.

## Носиоци медаља
У овој табели су наведене само медаље које су спортисти који се такмиче за „Србију и Црну Гору” освојили под тим именом. За учешће Србије и Црне Горе под називом „Југославија“ 1996. и 2000. године, погледајте чланак  Југославија на параолимпијским играма.
| Медаља | Име           | Игре       | Спорт       |
| ------ | ------------- | ---------- | ----------- |
| Бронза | Милош Грлица  | 2004 Атина | Атлетика    |
| Бронза | Златко Кеслер | 2004 Атина | Стони тенис |